# Dinos Kouis
Kostantinos « Dinos » Kouis, né le 23 novembre 1955 à Évosmos, est un footballeur grec.
Kouis jouait au poste de milieu de terrain à l'Aris Salonique dans les années 1970-1980. Il a disputé 473 matches (142 buts) de championnat de Grèce sous le maillot de l'Aris entre 1975 et 1991.
Il a été sélectionné à 33 reprises en équipe de Grèce entre 1978 et 1986, marquant 7 buts.